# Європейське агентство з лікарських засобів
Європейське агентство з лікарських засобів, ЄАЛЗ (англ. European Medicines Agency, EMA)  (попередня назва Європейське агентство з оцінювання лікарських препаратів) — агентство Європейського Союзу, яке розташоване в Амстердамі. Агентство утворене у 1993 році на підставі розпорядження Ради ЄС № 2309/93, та початково розміщувалось у Лондоні. Натепер агентство функціонує на підставі розпорядження № 726/2004/WE. Агентство забезпечує координацію оцінювання і нагляду за якістю лікарських препаратів та ветеринарних засобів на усій території Європейського Союзу.
Агентство розпочало свою діяльність у 1995 році одночасно із впровадженням загальноєвропейської системи ліцензування лікарських препаратів, яка включає централізовану процедуру реєстрації препаратів та їх взаємне визнання. У рамках централізованої процедури реєстрації фармацевтичні компанії подають до ЄАЛЗ єдину заявку на видачу торговельного патенту на лікарський препарат. Комітет лікарських препаратів для людей або Комітет із ветеринарних препаратів проводить оцінку даного лікарського засобу. Якщо комітет вирішить, що якість, безпека та ефективність даного лікарського засобу є достатньо підтвердженими, то він видає позитивну рекомендацію. Рекомендація передається до агентства із метою підтвердження права видачі торговельної ліцензії на лікарський препарат, яка діє на всій території Європейського Союзу.
З 2001 року при агентстві діє також Комітет з орфанних препаратів, який розглядає заявки компаній або окремих осіб щодо реєстрації лікарських препаратів для лікування орфанних захворювань. У 2004 році також створено Комітет із рослинних лікарських препаратів, який видає ліцензії на фітотерапевтичні препарати. У 2007 році створено Педіатричний Комітет, який оцінює лікарські препарати для дітей до 17 років.
Європейське агентство з лікарських засобів розміщувалось початково в Лондоні. У зв'язку з початком процедури виходу Великої Британії з Європейського Союзу агентство у березні 2019 року переведене до Амстердама, де розміщене за адресою: Domenico Scarlattilaan 6, 1083 HS Amsterdam.